# Echium rubrum
Echium rubrum (лат.) — вид травянистых растений рода Синяк (Echium) семейства Бурачниковые (Boraginaceae).
Произрастает на территории Египта, на Синайском полуострове, в Ливии, Ливане и Сирии.

## Ботаническое описание
Однолетние травянистые растения, 5—40 см высотой. Стебли сильно разветвлённые от основания, реже простые; ветви восходящие или лежачие. Прикорневые листья от лопатчатых до широколинейных, 2,5—16 см длиной и 0,5—2,5 см шириной, тупые.

## Таксономия
Echium rubrum Forssk., Flora Aegyptiaco-Arabica 41. 1775.
Синонимы
- Echium setosum Vahl, 1791
- Echium spathulatum Viv., 1824
- Echium verecundum Viv., 1830
- Isoplesion rubrum (Forssk.) Raf., 1838